# Větrné elektrárny Věžnice
Větrné elektrárny Věžnice je komplex dvou větrných elektráren společnosti ČEZ Obnovitelné zdroje. Nachází se na Vysočině u obce Věžnice. Díky nadmořské výšce přesahující 500 m disponuje tento kraj příznivými větrnými podmínkami.
Koncem roku 2009 byl tento komplex uveden do provozu.
Celkový instalovaný výkon je 4,1 MW.